# Crime and the City Solution
Crime and the City Solution est un groupe de rock australien, originaire de Sydney. Il est formé par le chanteur, auteur-compositeur et interprète Simon Bonney. Les autres membres sont entre autres : Mick Harvey et Rowland S. Howard, anciens membres de The Birthday Party ; l’ancien batteur de Swell Maps, Epic Soundtracks, et Alexander Hacke (Alexanderplatz von Borsig), bassiste au sein du groupe expérimental allemand Einstürzende Neubauten. 
Crime and the City Solution a achevé quatre EP durant sa carrière et l’album le plus récent est un album de chansons enregistrées lors de concerts, face au public. Le groupe a acquis une solide réputation de qualité lors de ses représentations sur scène. Fin 2011, Simon Bonney a annoncé que le groupe se reformerait pour l’enregistrement d’un nouvel album à paraître chez Mute Records ; les sessions eurent cours à Détroit en 2012 et American Twilight est sorti en mars 2013, sortie suivie d’une tournée internationale.

## Biographie
Crime and the City Solution est formé à la fin 1977 à Sydney et comprend Simon Bonney au chant, Phil Kitchener à la basse, Dave MacKinnon au saxophone, Don McLennan à la batterie (ex-Particles) et Harry Zantey à la guitare. Le groupe change de formations à plusieurs reprises ; Bonney étant le seul constant : Sydney en 1977–1978, Melbourne en 1979, deux regroupements à Berlin entre 1985 et 1990, et un à Détroit en 2012,. À la fin des années 1970, Bonney fait la rencontre de McLennan et fournit même les parties vocales du groupe de McLennan, Particles. D'après le musicologue australien Ian McFarlane, Particles est « particulièrement populaire à Sydney grâce à son style pop mélodique. » Tandis que, d'après Peter Nelson du fanzine Pulp, Crime and the City Solution, utilisait « un mélange excitant de guitare fuzzed monotones et des riffs de saxophones.... »,.
À la fin 1978, Bonney et McLennan se relocalisent à Melbourne où ils forment une nouvelle version de Crime and the City Solution plus tôt dans l'année avec Chris Astley aux claviers, Kim Beissel au saxophone, Lindsay O'Meara à la basse (ex-Voigt/465) et Dan Wallace-Crabbe à la guitare,. À Melbourne; Bonney se lie d'amitié avec le groupe de post-punk The Boys Next Door (plus tard The Birthday Party),. Crime and the City Solution se sépare en 1979 après plusieurs concerts et plusieurs démos non publiées. Wallace-Crabbe se joint plus tard aux Laughing Clowns, O'Meara retourne à Sydney et se joint à Pel Mel, Beissel joue au sein du → ↑ → (un genre musical australien), Astley et McLennan dans d'autres groupes.
À la fin 1983, Bonney emménage à Londres et renoue contact avec les membres de The Birthday Party. En 1985, il forme une autre version de Crime and the City Solution à Londres avec Mick Harvey à la batterie, aux claviers et à la basse, et Rowland S. Howard à la guitare et aux chœurs,. Le frère cadet de Howard, Harry, se joint bientôt à la basse,. En juin 1985, leur premier EP quatre pistes, The Dangling Man, est publié au label Mute Records au Royaume-Uni, et Possum Records en Australie,. Un EP six pistes, Just South of Heaven, suit en septembre pour une sortie britannique. Après cette sortie, Epic Soundtracks (aka Kevin Godfrey, ex-Swell Maps) se joint à la batterie, libérant ainsi Harvey qui peut se concentrer sur les claviers et la guitare,. En 1986, Bronwyn Adams se joint au violon et aux chœurs,.
Avec une formation composée d'Adams, Bonney, Harvey, Rowland, et Harry Howard, et Soundtracks, Crime and the City Solution enregistre son premier album, Room of Lights, qui est produit par le groupe, Flood et Tony Cohen,. Ils enregistrent l'album à Berlin. Le 27 octobre 1986, il est publié au Royaume-Uni par Mute Records,. Amy Hanson de AllMusic le félicite pour ses éléments de jangles et gothiques. Plus tard dans l'année, les frères Howard et Soundtracks partent pour former leur propre groupe, These Immortal Souls.
En 1987, Adams, Bonney et Harvey recrutent Chrislo Haas (D.A.F., Liaisons Dangereuses) au synthétiseur, Alexander Hacke (Einstürzende Neubauten) à la guitare et Thomas Stern à la basse,. En Australie, en mars 1988, Rampant Records sort une compilation, Room of Lights, avec des morceaux issus des sorties britanniques, Just South of Heaven et Room of Lights. Le 25 la même année, Crime and the City Solution sort son deuxième album, Shine.
Le 17 avril 1989, Crime and the City Solution sort un troisième album, The Bride Ship. The Bride Ship est publié en Australie par BMG et Arista Records,. Le 3 septembre 1990, Crime and the City Solution publie un quatrième album, Paradise Discotheque. Il est enregistré entre novembre 1989 et mars 1990, et produit par Haas. Le groupe se sépare à la fin 1991, et le 4 octobre 1993, sort l'album live The Adversary – Live. En 1991, Bonney emménage à Los Angeles où il sort deux albums solo, Forever (1992) et Everyman (1994).
À la fin 2011, Bonney emménage à Détroit et annonce le retour de Crime and the City Solution pour un nouvel album chez Mute Records en 2012. La formation compte Bonney, Adams, Alexander Hacke, David Eugene Edwards (de 16 Horsepower et Woven Hand), Troy Gregory, Matthew Smith, Jim White (de Dirty Three), et Danielle de Picciotto (épouse de Hacke). Les enregistrements s'effectuent à Détroit.

## Membres

### Sydney (1977–1978)
- Simon Bonney - voix
- Don McLennan - batterie
- Harry Zanteni - guitare
- Phil Kitchener - basse
- Dave MacKinnon - saxophone soprano, tenor

### Melbourne (1979)
- Simon Bonney - voix
- Don McLennan - batterie
- Dan Wallace-Crabbe - guitare
- Lindsay O'Meara - bass
- Chris Astley - claviers
- Kim Beissel - saxophone alto

### Berlin/Londres (1985–1986)
- Simon Bonney - voix
- Mick Harvey - guitare
- Rowland S. Howard - guitare
- Harry Howard - bass
- Epic Soundtracks - batterie

### Berlin (1987-1991)
- Simon Bonney - voix
- Mick Harvey - batterie
- Bronwyn Adams - violon
- Chrislo Haas - claviers
- Alexander Hacke - guitare
- Thomas Stern - basse

### Retour (depuis 2012)
- Simon Bonney
- Bronwyn Adams,
- Alexander Hacke,
- David Eugene Edwards, membre des groupes 16 Horsepower et Woven Hand,
- Troy Gregory, Matthew Smith et Jim White, membres du groupe australien Dirty Three
- Danielle de Picciotto

## Discographie

### Albums studio
- 1986 : Room of Lights
- 1988 : Shine
- 1989 : The Bride Ship
- 1990 : Paradies Discotheque
- 2013 : American Twilight

### Compilations
- 1996 : Adversary: Live
- 2012 : A History of Crime - Berlin 1987-1991
- 2014 : The Adversary

### EP
- 1985 : The Dangling Man

### Singles
- 1986 : The Kentucky Click / Adventure
- 1988 : On Every Train (Grain Will Bear Grain)
- 1989 : The Shadow of No Man
- 1990 : I Have the Gun
- 1991 : The Dolphins and the Sharks

## Apparitions cinématographiques
Wim Wenders, fan du groupe, les mit à l'écran dans son film Les Ailes du désir et dans la bande originale d'un autre de ses films : Until the End of the World (Jusqu'au bout du monde, 1991).